# Monument von Alo-Bisucce
Das Monument von Alo-Bisucce ist eine bronzezeitliche Megalithanlage bei Tizzano in der Gemeindegemarkung von Bilia auf der Insel Korsika. Sie wurde im Jahre 1963 entdeckt und 1964–1965 unter der Leitung von Roger Grosjean ausgegraben. 

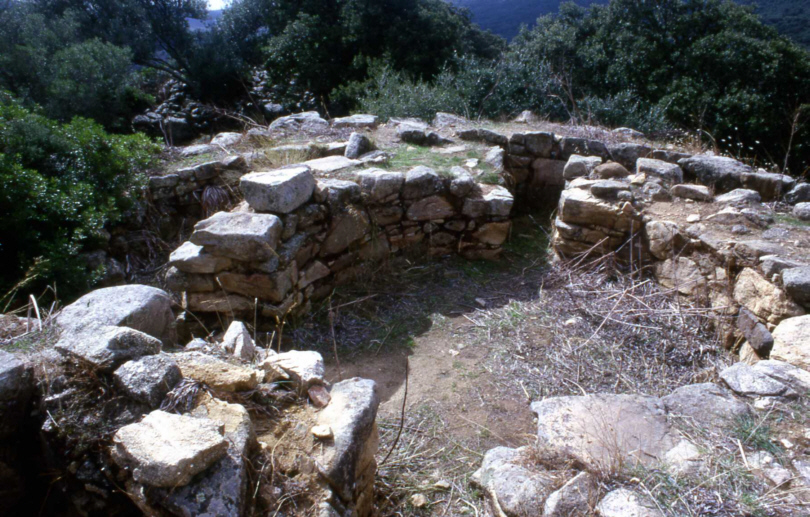
Torre von Alo-Bisucce

Der Kern des großflächig ummauerten Monuments, in dem man eine Feuerstelle und Mahlsteine fand, ist in der Architektur offenbar prätorreanisch. Später wurde es von den Torreanern genutzt. 
Auffallendes Relikt ist der Torre aus dieser Epoche. Der Durchmesser des bis zu einer Höhe von 1,5 m erhaltenen Turmbaus beträgt acht Meter. Die einstigen Kraggewölbe der Gänge sind zerstört. Im Zugang ermöglichte einst, nach links abgehend, eine steile Rampe den Zugang zu einer höheren Ebene. In der zentralen runden Cella von 3,4 m Durchmesser ist mittig eine Fläche (1,2 × 0,75 m) mit gebrannten Tonplatten bedeckt, die durch hochgestellte Steine begrenzt wird. Diese Fläche hatte vermutlich eine altarmäßige Funktion. An die Cella schließen sich, rechtwinkelig auf den Hauptachsen verlaufend, drei schmale Gänge an, die zwischen Cella und Außenwand innerhalb der Mauer nach rechts abknicken, so dass der Grundriss an ein (dreiarmige) Hakenkreuz erinnert. Das typische torreanische Inventar weist auf die zweite Hälfte des 2. Jahrtausends v. Chr. und entspricht anderen Ausgrabungsstätten aus dieser Epoche.